# Tāfuna
Tāfuna är en ort i Amerikanska Samoa (USA).   Den ligger i distriktet Västra distriktet, i den västra delen av landet, 7 km söder om huvudstaden Pago Pago. Tāfuna ligger 12 meter över havet och antalet invånare är 11 017. Den ligger på ön Tutuila Island.
Terrängen runt Tāfuna är kuperad åt nordväst, men åt sydväst är den platt. Havet är nära Tāfuna åt sydost.  Närmaste större samhälle är Pago Pago, 6,7 km norr om Tāfuna. 